# Fedrigoni
La Fedrigoni S.p.A. è una società produttrice di carte speciali per imballaggio, grafica, editoria, belle arti, sicurezza, e dei materiali autoadesivi. Terzo attore globale nei materiali autoadesivi e leader europeo nelle carte speciali, con 4 000 persone nel mondo, 34 stabilimenti produttivi e centri di taglio e più di 25 000 prodotti, a cui si aggiungono 10 000 carte realizzate in esclusiva per grandi marchi della moda e del lusso, distribuite in oltre 130 Paesi.
Dal dicembre 2017 appartiene al fondo americano Bain Capital.

## Storia

### Gli inizi
La storia delle cartiere Fedrigoni iniziò il 17 gennaio 1724 quando Giuseppe Fedrigoni acquistò un terreno di 705 pertiche sul torrente Leno nei pressi dell'Eremo di San Colombano alle porte di Rovereto. Indebitandosi, avviò una cartiera che produceva "carta da scrivere, cartoni sortiti, carta da libro, carta da strazzo".

Trasporto di una caldaia alla cartiera Fedrigoni nel 1888.

La cartiera poi passò di mano, nel 1744, al figlio Marco che ne espanse l'attività ed estinguendo le ipoteche che gravavano su essa. Marco morì nel 1762 lasciando l'azienda nelle mani del nipote Giuseppe. Giuseppe fu affiancato da un socio paritario nella persona di Giovanni Sarcletti. Nel 1806 l'inventario della azienda presentava i dati di 12 412 lire in carta prodotta e 4 593 lire in strumenti di lavoro.
Nel 1815 la cartiera venne venduta a Luigi Jacob che la tenne fino al 1837 quando la chiuse per aprirne un'altra più a valle.
Le cartiere Fedrigoni tornarono ad esistere il 9 gennaio 1888 quando Giuseppe Antonio Fedrigoni costituì una società in accomandita semplice fondando la cartiera di Verona. L'idea alla base del progetto di Giovanni Antonio Fedrigoni fu quella di utilizzare la forza motrice offerta dal canale industriale Camuzzoni che era stato appena realizzato. Fu infatti uno dei primi imprenditori a chiedere di utilizzare le acque del canale. Fedrigoni ottenne l'utilizzo di 10 000 metri quadrati di terreno in località Basso Acquar in cambio di una spesa di 223 300 lire in 29 rate annuali.
Fedrigoni riuscì ad ottenere la costruzione dei macchinari da parte di una delle più prestigiose officine dell'epoca, la Ditta Escher Wiess di Zurigo. All'inizio delle attività la cartiera impiegava circa 60 operai. La macchina continua messa in opera fu poi ben presto affiancata da una seconda.
Gli anni successivi videro le cartiere espandersi notevolmente, assumendo nuovi operai e acquisendo maggior potenza motrice dal canale. Nel 1896 gli operai arrivarono a 147 unità e il volume di carta prodotta passò in un anno da 14 000 quintali a 20 000.
Il 20 ottobre 1910 Giuseppe Antonio Fedrigoni moriva lasciando la gestione dell'impresa ai figli. Nel 1934 e nel 1936 le cartiere si espansero ulteriormente con l'acquisizione di terreni e di forza motrice. Vincenzo Fagiuoli assume la presidenza delle Cartiere Fedrigoni, poiché nel 1924 aveva sposato Elsa Fedrigoni. Nel 1945 le cartiere di Verona furono distrutte da un bombardamento aereo e ricostruite nel dopoguerra.

### L'espansione
Nel 1963 fu aperto il terzo stabilimento ad Arco, per la produzione delle prime schede perforate per i computer IBM. Fu anche costituita in Sudafrica la S. A. Acamas Fibreboard & Paper Company ltd che verrà poi ceduta l'anno dopo.
Nel 1987 furono aperte le prime consociate estere per la distribuzione in Germania e in Spagna a cui si aggiunsero quelle in Inghilterra e Francia nel 1993. Sempre nel 1993 fu acquisita la Manter di Gerona, in Spagna, per la produzione di carte autoadesive dopo che già da quattro anni è stata inaugurata in Italia Arconvert, una nuova azienda per la produzione di tali carte.
Nel 2002 furono acquistate dall'Istituto Poligrafico e Zecca dello Stato le cartiere Miliani di Fabriano. "Un atto di coraggio", racconterà l'amministratore delegato di allora. La carta Fabriano, con 750 anni di storia all'attivo, è parte del patrimonio culturale italiano e ogni anno è scelta da milioni di studenti e artisti in Italia e nel mondo. Attraverso Fabriano Boutique, il Gruppo Fedrigoni produce e commercializza anche prodotti di cartoleria fine venduti tramite 11 boutique monomarca di proprietà. Nel 2004 nacque Fabriano Securities sulla base di un investimento nella ditta Mantegazza, specializzata in sistemi di sicurezza e anti-contraffazione.

### Riassetto familiare
Nel 2006 fu inaugurata Fedrigoni Asia e fu anche aperto lo stabilimento di cartotecnica di Castelraimondo (MC). Quell'anno ci fu inoltre un riassetto familiare con l'uscita di scena di Giuseppe Fedrigoni che cedette il suo 40% e la presidenza al fratello Alessandro. Nel 2009 fu aperto Arconvert Brasil, subito seguito dall'avvio di consociate in Austria e Benelux. Nel gennaio 2011 dalla fusione di Fedrigoni Cartiere, Cartiere Miliani Fabriano e Fabriano Securities nacque Fedrigoni SpA. Alla fine del 2014 la società decise di non farsi quotare alla Borsa di Milano, come aveva pensato in un primo tempo, per il deterioramento dei mercati finanziari e nel 2015 acquisì per 80 milioni di euro l'americana GPA (Gummed Papers of America) con sede a Chicago e per 85 milioni la brasiliana Arjo Wiggins Ltda, unico produttore sudamericano di carta per banconote, poi diventata Fedrigoni Brasil Papers Ltda.
Con circa 3 000 dipendenti (di cui 1 700 in Italia), 16 stabilimenti (in Italia, Spagna, Brasile e Stati Uniti), 14 impianti di fabbricazione a macchine continue, 7 impianti di macchine spalmatrici e oltre 25.000 referenze prodotto in catalogo, il Gruppo vende i propri prodotti in oltre 130 Paesi nel mondo. L'estero incide sui ricavi per oltre il 70%. Lo stabilimento situato nel Maceratese, a Pioraco, in cui si producevano 70-80 000 tonnellate all'anno di carta pregiata, è stato semidistrutto dal terremoto del 2016, è stato poi rimesso in funzione nel 2017, subendo danni per una decina di milioni. Proprio questo fatto ha interrotto le trattative in corso per la cessione dell'intero Gruppo Fedrigoni a una cordata formata da Edizione della famiglia Benetton e Investindustrial di Carlo Bonomi.
Nell'ottobre 2017 la società ha annunciato di aver perso due commesse importanti: la Bce ha deciso che per la carta moneta non si servirà più dell'Italia perché vuole acquistarla per almeno la metà in Francia e l'India ha deciso di non voler più acquistare all'estero la carta per le banconote ma di voler prodursela in casa.

### Gestione di Bain Capital
Nel dicembre 2017 la Fedrigoni passa di mano: è ceduta per 650 milioni di euro al fondo americano di private equity Bain Capital mentre un ramo della famiglia Fedrigoni mantiene il 10% del capitale e rimane attivamente presente nella gestione con Chiara Medioli, vicepresidente e direttrice marketing. Nel giugno 2018 la Fedrigoni acquisisce Cordenons, l'azienda che produce etichette e carta con due stabilimenti. Nell'ottobre 2018 Marco Nespolo, ex Cerved, è nominato dalla nuova proprietà amministratore delegato. Nel febbraio 2020 avviene un'ulteriore acquisizione di un'altra rivale italiana, la Ritrama S.p.A., e nel 2021 il gruppo completa due ulteriori transazioni nel continente americano.

## Dati economici
Nel 2016 ha superato il miliardo di fatturato (1.054 milioni con un aumento del 7,9%) grazie anche al consolidamento delle società acquisiste nel 2015; Ebitda è pari a 140,8 milioni (+16,7%). Nel 2018 il fatturato ha toccato 1 181,5 milioni rispetto ai 1 169,6 del 2017 (aumento dell'1%), l'Ebitda è sceso da 149,8 milioni a 137,1 per effetto della riduzione nella produzione di cartamoneta.
Il Gruppo chiude il 2020 con un fatturato di oltre 1,3 miliardi €, un EBITDA rettificato di 166,4 milioni € e un EBITDA rettificato Pro Forma di 197,2 milioni €.

## Il gruppo
- Arconvert
- Fedrigoni
- Fabriano
- Fabriano Boutique
- Fabriano Security
- GPA
- Manter
- Sadipal
- Gruppo Cordenons